# Басов пролаз
Басов пролаз је мореуз који раздваја Тасманију од Аустралије, односно државе Викторија.

## Опсег
Међународна хидрографска организација дефинише границе Басовог мореуза на следећи начин:
На западу. Источна граница Великог аустралијског залива [то је линија од рта Отвеј, Аустралија, до острва Кинг и одатле до рта Грим, северозападног екстрема Тасманије].
На истоку. Западна граница Тасманског мора између острва Габо и тачке Едистон [то је линија од острва Габо (близу рта Хау, 37°30′S) до североисточне тачке острва Ист Систер (148°E) одатле дуж 148. меридијана до острва Флиндерс; иза овог острва линија која иде источно од Ванситарт Шолса до рта острва Барен, и од рта Барен (најисточније тачке, рта оства Барен) до тачке Едистоун (41°S) [у Тасманији].

### Различити погледи на локацију и контекст
Неке власти сматрају да је мореуз део Тихог океана као у неодобреном нацрту IHO о Границама океана и мора из 2002. године. У тренутно важећем нацрту IHO из 1953, он је уместо тога повезан са Великим аустралијским заливом; Бајт је означен бројем 62, док је Басов пролаз означен бројем 62-А.
Аустралијска хидрографска служба не сматра овај пролаз делом своје проширене дефиниције Јужног океана, већ наводи да лежи уз Тасманово море. Теснац између острва Фурно и Тасманије је мореуз Банкс, део Басовог мореуза.

## Откриће и истраживање

### Aбориџински народи
Абориџини Тасманије стигли су на Тасманију пре око 40.000 година током последњег глацијалног периода, преко широког праисторијског копненог моста званог Басијска равница између данашње јужне обале Викторије (од Вилсоновог Промонторија до рта Отвеј) и северних обала Тасманије (од рта Портланда до рта Грим). Након што се глацијални период завршио, ниво мора је порастао и поплавио Басијску равницу да би формирао Басов теснац пре око 8.000 година, остављајући их изолованим од аустралијског копна. Абориџини су живели на острву Флиндерс до пре око 4.000 година.

### Европљани
Теснац је вероватно открио капетан Абел Тасман када је мапирао обалу Тасманије 1642. Дана 5. децембра, Тасман је пратио источну обалу ка северу да види докле је отишао. Када је копно скренуло ка северозападу код Едистон Појнта, покушао је да се одржи са њим, али су његове бродове изненада погодиле Бурне четрдесете који су завијали кроз Басов теснац. Тасман је био на мисији да пронађе јужни континент, а не више острва, та је нагло скренуо ка истоку и наставио лов на континент.
Следећи Европљанин који се приближио мореузу био је капетан Џејмс Кук на Ендевору у априлу 1770. Међутим, након што је два сата пловио на запад према мореузу против ветра, вратио се на исток и забележио у свом дневнику да је „сумњив да ли су [тј. Ван Дименова земља и Нова Холандија] су једна земља или не“.
Постојање мореуза је 1797. године сугерисао настојник Сиднејске увале када је стигао у Сиднеј након што је намерно приземљио свој тонући брод и био насукан на Презервационом острву (на источном крају мореуза). Он је известио да јак југозападни ветар, и плима и струје сугеришу да се острво налази у каналу који повезује Пацифик и јужни Индијски океан. Гувернер Хантер је тако писао Џозефу Бенксу у августу 1797. да је изгледа извесно да постоји мореуз.
Када је вест о открићу Басовог мореуза 1798. стигла у Европу, француска влада је послала извиђачку експедицију којом је командовао Никола Бода. Ово је подстакло гувернера Кинга да пошаље два брода из Сиднеја на острво да успостави гарнизон у Хобарту.

## Немоторизовани прелази

### Једрење
Први прелаз једрењем на дасци су 1982. године обавили Марк Паул и Лес Токолиј. Године 1998, аустралијски морепловац Ник Молони прихватио је другачији изазов тако што је био прва особа која је без помоћи прешла једрењем на дасци преко Басовог мореуза у времену од 22 сата.
У погледу једрења на малом чамцу, направљено је много прелазака, али је у марту 2005. освајач олимпијске медаље из Аустралије Мајкл Блекбурн поставио рекорд када је прешао мореуз за нешто више од 13 сати у Ласерском пловилу.
У марту 2009. два млада једриличара на чамцу су користећи Б14 (чамац) прешли од Стенлија на северозападу Тасманије до Вокервил јужно у Викторији. Сврха путовања била је прикупљање средстава за лечење угроженог тасманског ђавола, животињске врсте оболеле од тумора лица и, ако је могуће, обарање рекорда времена преласка једрењем на малом чамцу. Морнари Адријан Бесвик и Џош Филипс у пратњи помоћног брода успешно су завршили прелазак за 14 сати и 53 минута.[
Кајтсерфери су такође комплетирали прелазак, при чему је Натали Кларк која је постала прва жена која је прешла 2010. године.

### Веслање
Године 1971, усамљени веслач Дејвид Боуен са планине Марте прешао је Басов теснац у 20 ft (6,1 m) дубом дорију, полазећи из Девонпорта он је пристао на Вилсоновом рту.
Први прелазак даском за веслање су остврили Џек Барк, Бред Гол и Зеб Волш, напустивши Вилсонов рт у Викторији 25. фебруара 2014. и стигавши у Кејп Портланд у североисточној Тасманији 4. марта 2014. године.
Род Харис, Ијан и Питер Ричардс су заслужни за први прелазак кајаком 1971. Многи кајакаши на мору су од тада прешли, обично идући са острва на острво на источној страни мореуза. Преко острва Кинг је направљено мање прелазака морским кајаком, због 100 km (60 mi) деонице између рта Викам и залива Аполо. Ендру Маколи је био прва особа која је 2003. године у кајаку без заустављања прешла Басов мореуз. Он је направио још два преласка Басовог мореуза пре него што је умро покушавајући да пређе Тасманово море у фебруару 2007. године.

### Пливање
Тами ван Вис је препливала део мореуза 1996. године, од острва Кинг до залива Аполо у Викторији, на удаљености од око 100 km (60 mi) за 17 сати и 46 минута.